# James Chen
James Chen (New York, ...) è un attore statunitense conosciuto per i suoi ruoli televisivi di Kal in The Walking Dead, e di Samuel Chung in Iron Fist.

## Biografia
Nato e cresciuto a New York, ha origini cinesi. Dopo aver conseguito una laurea triennale in Lettere presso l'Università della Pennsylvania, ha conseguito un Master in Belle Arti presso la Yale School of Drama. Per i sui lavori, ha ricevuto il Dexter Wood Luke Memorial Prize.
Nel 2011, ha avuto un ruolo ricorrente nella serie poliziesca Law & Order - Unità vittime speciali. È apparso dalla sesta alla nona stagione di The Walking Dead, nei panni di Kal.
Nel 2015 è stato co-protagonista con Jake Choi nel dramma LGBT Front Cover.
Dal 2018 ha un ruolo ricorrente nella serie FBI, nel ruolo dell'analista Ian Lim.

## Filmografia parziale

### Cinema
- ...e ora parliamo di Kevin (We Need to Talk About Kevin), regia di Lynne Ramsay (2011)
- I pinguini di Mr. Popper (Mr. Popper's Penguins), regia di Mark Waters (2011)
- Watching TV with the Red Chinese, regia di Shimon Dotan (2012)
- The Amazing Spider-Man, regia di Marc Webb (2012)
- Un giorno come tanti (Labor Day), regia di Jason Reitman (2013)
- Before I Disappear, regia di Shawn Christensen (2014)
- Front Cover, regia di Ray Yeung (2015)

### Televisione
- Mercy – serie TV, un episodio (2009)
- Blue Bloods – serie TV, un episodio (2010)
- Law & Order - Unità vittime speciali (Law & Order: Special Victims Unit) – serie TV, 7 episodi (2011)
- NCIS: Los Angeles – serie TV, episodio 3x18 (2012)
- The Blacklist – serie TV, un episodio (2014)
- Sleepy Hollow – serie TV, un episodio (2015)
- Person of Interest – serie TV, un episodio (2016)
- The Walking Dead – serie TV, 19 episodi (2016-2019)
- Elementary – serie TV, un episodio (2017)
- Iron Fist – serie TV, 4 episodi (2018)
- Madam Secretary – serie TV, un episodio (2018)
- FBI – serie TV, 77 episodi (2018-In corso)
- 9-1-1 – serie TV, 2 episodi (2019-2024)

## Doppiatori italiani
Nelle versioni in italiano delle opere in cui ha recitato, James Chen è stato doppiato da:
- Emanuele Ruzza in Iron Fist, 9-1-1 (ep. 2x12)
- Alessandro Rigotti in Law & Order - Unità vittime speciali
- Gabriele Lopez in NCIS: Los Angeles
- Fabrizio Dolce in Seven Seconds
- Marco Briglione in Madam Secretary
- Luca Ciarciaglini in FBI
- Marco Santolamazza in 9-1-1 (ep. 7x06)